# John Elphinstone, 2.º Lorde Balmerino
John Elphinstone, 2.º Lorde Balmerino (? – Edimburgo, 28 de fevereiro de 1649) foi um aristocrata e político escocês, líder da oposição no reinado de Carlos I e condenado em um célebre julgamento na década de 1630, que se tornou o ponto crucial da questão religiosa da época.

## Juventude
Ele era filho de James Elphinstone, 1.º Lorde Balmerino, com sua primeira esposa, Sarah, filha de John Menteith de Carse. Seu pai tinha sido condenado por traição, envolvendo a perda de todos os direitos civis, quando morreu em julho de 1612. O título de Lorde Balmerino não lhe foi devolvido de imediato, mas lhe foi restaurado por uma carta sob o grande selo em 4 de agosto de 1613.

## Contexto parlamentar e o julgamento
Balmerino foi um árduo oponente da política eclesiástica de Carlos I na Escócia. No parlamento de 1633, ele demonstrou seu repúdio ao ato de estabelecer a prerrogativa real de impor vestimentas aos clérigos. A maioria dos membros do parlamento votou contra a medida, mas o funcionário responsável pela contagem dos votos afirmou que a medida havia sido aprovada. Quando sua decisão foi contestada, Carlos I, que estava presente, insistiu que ela deveria ser considerada válida, a menos que o funcionário fosse acusado de ter falsificado os registros. Sendo esta uma ofensa capital, o acusador estaria sujeito à pena de morte se ele falhasse na prova, e a decisão não foi mais modificada.
William Haig de Bemersyde, solicitador de Jaime I, e um dos que se opunham à medida, redigiu uma petição para ser assinada pelo seu partido, expondo suas queixas e pedindo reparação. Foi redigida em linguagem bastante clara e afirmava que a recente legislação eclesiástica havia imposto "uma servidão a esta igreja sem prática anterior". Carlos I recusou-se a examiná-la e ordenou que fossem rejeitados todos os processos semelhantes. A questão foi, portanto, adiada, mas Balmerino reteve uma cópia e, depois de ter sublinhado alguns trechos, mostrou-a ao seu agente confidencial, Dunmore. Devido a uma quebra de confiança ela foi encaminhada por um amigo de Dunmore para John Spottiswoode, arcebispo de St. Andrews, que supondo que ela estava sendo enviada para assinaturas, apresentou o assunto ao rei.
Haig fugiu para o continente, mas Balmerino, por ordem do conselho privado, foi levado perante Spottiswoode, que o mandou para o Castelo de Edimburgo. Sua prisão ocorreu em junho de 1634 e o julgamento final ocorreu em março do ano seguinte. O historiador real John Hill Burton sugere que o atraso foi devido à hesitação em processá-lo ou não, mas a narrativa sucinta mas circunstancial de James Balfour prova claramente que o objetivo era juntar provas suficientes para garantir uma condenação.
Em junho, ele foi indiciado perante o juiz-geral, William Hay, 10.º Conde de Erroll, sob a acusação do advogado do rei Thomas Hope, 1.º Baronete e o julgamento marcado para julho. Tão inequivocamente hostil era a opinião pública com relação ao processo, que Balmerino era levado todos os dias, na ida e na volta do castelo, sob uma forte escolta. Antes que uma decisão fosse tomada, um mandado foi adiando o assunto até 13 de novembro, quando, depois de estar sob consideração por doze dias, outro mandado veio para acrescentar quatro assistentes ao juiz-geral. Finalmente, após longo debate, a acusação foi considerada relevante em três pontos: a manutenção ou ocultação de um libelo contra a autoridade do rei, a falha em apreender o autor original do libelo e o auxílio ou a cumplicidade na fabricação do libelo, pelo fato de que certas partes foram admitidas por terem sido sublinhadas por ele. O assunto foi então ordenado para ser julgado por um júri, que foi cuidadosamente selecionado pelo governo. O julgamento aconteceu em março de 1635, e finalmente a acusação foi reduzida ao fato de que ele, conhecendo o autor do que foi considerado um libelo perigoso e sedicioso, fracassou em denunciá-lo, ele foi considerado culpado por oito votos a sete e condenado à morte.
Antes do julgamento terminar, o poeta escocês William Drummond de Hawthornden escreveu uma Carta Apologética ao Conde de Ancram na expectativa de que ela fosse mostrada a Carlos I, na qual ele descreve tal processo como o mais alto grau impolítico, e disse que era às vezes "grande sabedoria em um príncipe não rejeitar ou desprezar aqueles que livremente lhe disseram seu dever". O julgamento foi um mero burlesco das formas de justiça. A excitação do povo tornou-se quase incontrolável, e enquanto protestos contra a sentença ocorriam em reuniões lotadas, muitos juraram que, se um perdão não fosse concedido, eles o punham em liberdade ou vingavam sua morte atentando contra a vida do juiz e dos jurados que votaram contra ele.
John Stewart, 1.º Conde de Traquair apressou-se então em se reunir com Carlos I e lhe disse que a execução era desaconselhável, e com William Laud concordando, Balmerino foi relutantemente perdoado, mas foi condenado a ficar confinado o resto de sua vida a menos de 10 quilômetros de sua casa em Balmerino, Fife. Depois disso, ele obteve plena liberdade.

## Velhice
Balmerino foi um dos que participaram do encontro dos lordes convocado pelo Lorde Lorne, no qual eles começaram a tomar uma posição firme contra a introdução de inovações no culto religioso. Juntamente com John Campbell, 1.º Conde de Loudoun e John Leslie, 6.º Conde de Rothes, ele revisou as adições ao pacto em fevereiro de 1638. Na assembleia de 1638 ele atuou em vários comitês, e em 3 de outubro assinou o protesto para o comissário do rei em Hamilton contra seus esforços para induzir os membros da assembleia a assinar o "pacto do rei". Ele também foi um dos principais conselheiros dos covenanters no envio de uma carta a Luís XIII de França contra "os procedimentos tirânicos de seu monarca".
Balmerino foi um dos mais proeminentes partidários de Archibald Campbell, 1º Marquês de Argyll (que se tornou Lorde Lorne) em sua política contra Carlos I. Quando os covenanters resolveram pegar em armas, ele contribuiu com pelo menos quarenta mil merks. Juntamente com o Conde de Rothes e outros foram em 22 de março de 1639 para Dalkeith, Midlothian, exigir a entrega a eles do palácio pelo lorde tesoureiro Traquair, e para trazer as insígnias reais do reino, a coroa, a espada e o cetro, para Edimburgo. Na abertura do parlamento escocês em agosto de 1641, ele foi nomeado presidente pelo rei e eleito por unanimidade. Em 17 de setembro estava entre os conselheiros particulares nomeados pelo rei, e depois aprovado pelo parlamento. Em 17 de novembro, foi escolhido para o cargo de Lorde Extraordinário da Sessão.
Ele acompanhou o general David Leslie em sua marcha para a Inglaterra em 1643. Em julho de 1644, foi nomeado um dos comissários para a Inglaterra. Quando, após as campanhas desastrosas de Argyll, o comando dos covenanters foi confiado a William Baillie, Balmerino foi um dos nomeados para aconselhá-lo. Ele morreu em 28 de fevereiro de 1649, de apoplexia em seu próprio quarto em Edimburgo e foi enterrado no cemitério da família Logan, ao lado da igreja de Restalrig, subúrbio de Edimburgo, mas de acordo com John Scot, Lorde Scotstarvit, os soldados de Oliver Cromwell desenterraram seus restos mortais em 1660 enquanto procuravam por caixões de chumbo, e os jogaram na rua. Do casamento com Anne, filha de Thomas Ker de Fernyhurst, e irmã de Andrew e James, lordes Jedburgh, e de Robert Carr, 1.º Conde de Somerset, ele teve um filho John, que o sucedeu como terceiro Lorde.